# Anthericonia
Anthericonia is een geslacht van Phasmatodea uit de familie Pseudophasmatidae. De wetenschappelijke naam van dit geslacht is voor het eerst geldig gepubliceerd in 2004 door Zompro.

## Soorten
Het geslacht Anthericonia is monotypisch en omvat slechts de volgende soort:
- Anthericonia anketeschke Zompro, 2004